# Balancetheorie
Die Balancetheorie zählt zu den Einstellungstheorien in der Sozialpsychologie. Wie alle Einstellungstheorien versucht auch sie zu erklären, warum und unter welchen Umständen Menschen ihre Einstellungen ändern.
Die Theorie geht von einem Drei-Personen-Modell (A, B, C) aus, in dem A, B und C in einer Beziehung zueinander stehen und basiert auf der Annahme, dass die Einstellungen dieser Personen eine Tendenz zur Balance besitzen. Ist dieses Beziehungsdreieck nicht in Balance, so äußert sich dies in Unbehagen und somit in der Tendenz, die Balance wiederherzustellen. (Dieses Verhalten beschreibt das typische menschliche Konsistenzbedürfnis in der Sozialpsychologie)

## Das P-O-X-Modell von Heider
Das P-O-X-Modell ist eine Verallgemeinerung des Drei-Personen-Modells und wurde 1946 von Fritz Heider vorgeschlagen. In diesem Modell ist das dritte Element ein beliebiges Einstellungsobjekt (z. B. ein Auto).
- P – Person
- O – andere Person (other)
- X – Einstellungsobjekt (x-beliebig)

Alle drei Elemente sind in einem Balance-Dreieck über Relationen miteinander verbunden. Diese Relationen können positiv und negativ sein. Es existieren zwei Arten von Relationen:
- Einheitsrelation (z. B. Besitz, Nähe, Vertrautheit, …)
- Werterelation (Einstellungen wie Sympathie/Antipathie)

Das POX-Dreieck ist in Balance, wenn das Produkt der Relationen positiv ist.
Das System wird dabei immer aus Sicht der Person P betrachtet.

### Beispiel
- Unbalanciert

| Relation | Einstellung |
| -------- | ----------- |
| P → X    | +           |
| P → O    | +           |
| O → X    | –           |

In diesem Beispiel mag P zwar X und O, die Person O mag aber X nicht. Da (+)*(+)*(-)=(-) ist dieses Dreieck unbalanciert. Person P ist daher motiviert, die Balance wiederherzustellen. Dazu bieten sich ihr folgende Lösungen an:
1. Person P ändert ihre Einstellung dahingehend, dass sie O folgt und X ebenfalls negativ bewertet.
2. Person P revidiert ihre Einstellung zu O und hält weiter an der positiven Relation zu X fest.

Nach der Einstellungsänderung von P könnte das POX-Dreieck so aussehen:
- Balanciert

|       | Lösung 1 | Lösung 2 |
| ----- | -------- | -------- |
| P → X | –        | +        |
| P → O | +        | –        |
| O → X | –        | –        |

## Das A-B-X-Modell von Newcomb
Das A-B-X-Modell wurde 1953 von Theodore M. Newcomb vorgestellt. Es unterscheidet sich vom POX-Modell in der Hinsicht, dass, ausgehend von der Person A, zusätzlich die wahrgenommenen Relationen der Person B in das Modell eingefügt werden. Es werden also nicht nur die eigenen Einstellungen gegenüber B und X positiv oder negativ ausgedrückt, sondern auch die Vermutung der Person A darüber, wie Person B seine Relationen zu A und X bewerten wird. X kann in diesem Fall ein beliebiges Objekt (belebt oder unbelebt) sein.
Auch hierbei entstehen wieder balancierte und unbalancierte Strukturen.

## Weitere Einstellungstheorien
- Kognitive Dissonanztheorie von Leon Festinger
- Kongruitätstheorie von Osgood & Tannenbaum
- Selbstwahrnehmungstheorie von Daryl Bem